# Bona Espero

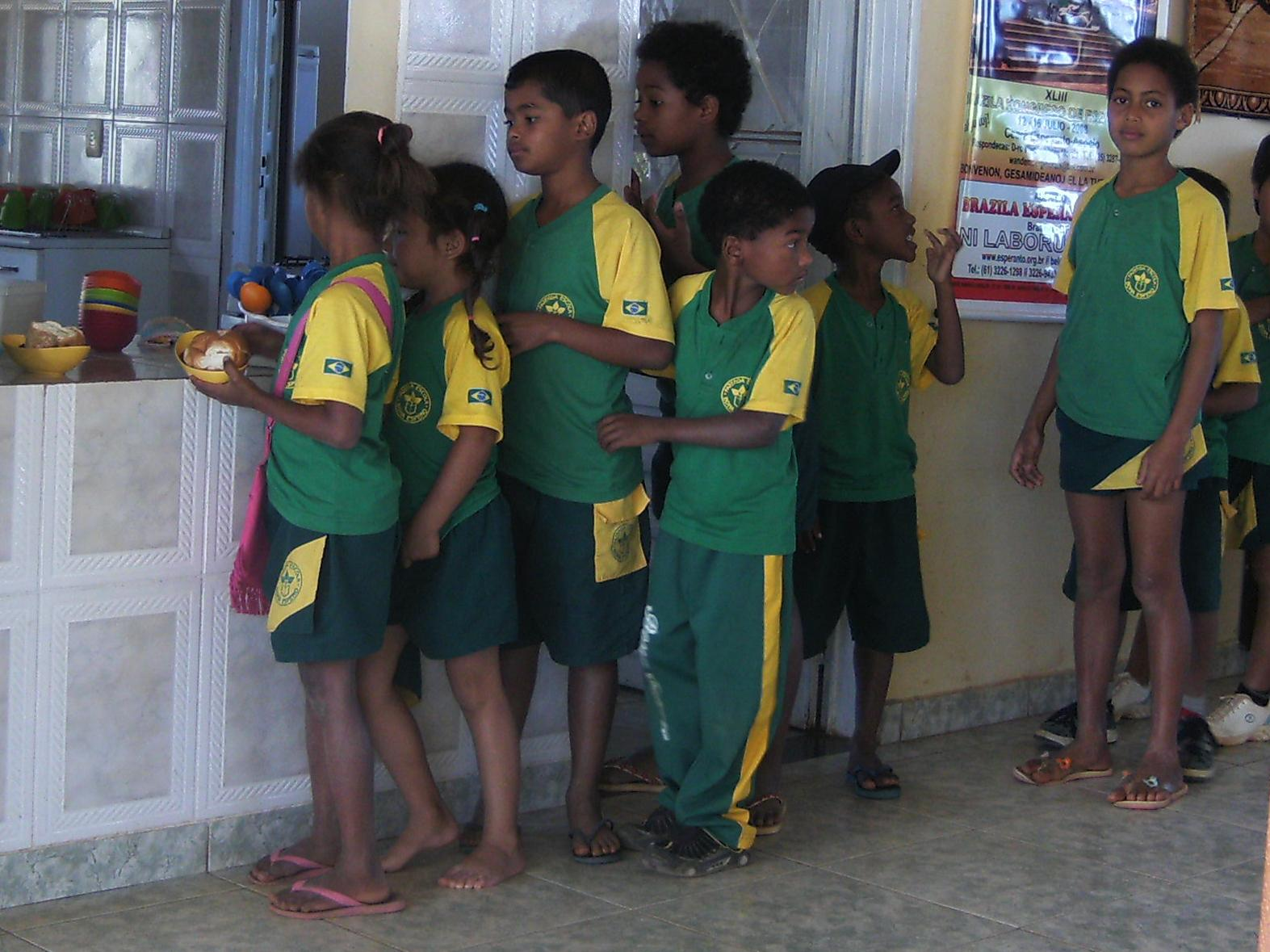
Anstehen für das Pausenbrot

Fazenda-Escola Bona Espero (Farm-Schule Bona Espero, kurz Bona Espero) ist ein Kinderdorf mit Farm-Schule in Alto Paraíso in Brasilien, das im Juli 1957 durch brasilianische Esperanto-Sprecher gegründet wurde, um Waisenkindern durch Betreuung, Erziehung und Schulbildung die Chance für ein eigenständiges Leben zu geben. Die Schule führt die Jahrgangsstufen 1 bis 4 nach den staatlichen Lehrplänen; begabten Kindern wird weiterer Schulbesuch im benachbarten Städtchen ermöglicht.

## Geschichte
Den Verein gründeten am 25. Juli 1957 sechs Esperantisten aus Recife, um ein Projekt für Waisenkinder aufzubauen. Arthur Velloso, Renato Diniz, Neuza Esteves de Araújo, Elisabeth Pointcaré, Inês Nunes de Andrade und Camélia Gomes da Silva fanden für ihr Projekt einen geeigneten Ort in der zentralbrasilianischen Hochebene von Veadeiros (so der damalige Name des heutigen Alto Paraíso de Goiás). Durch Kauf und Schenkung erhielten sie ein inzwischen auf 10 km² angewachsenes Gelände, auf dem Gebäude für Unterkunft und Schule errichtet wurde und für den Eigenbedarf Landwirtschaft betreiben konnten.
Als die Stiftungsgelder Anfang der 1970er Jahre weitgehend aufgebraucht waren, geriet der Verein in eine Finanzkrise. Als Lösung wurden vorübergehend straffällig gewordene Jugendliche aufgenommen, für deren Unterhalt der brasilianische Staat zahlte. Doch forderte deren Resozialisierung so viele Kräfte, dass darüber das eigentliche Ziel aus den Augen zu geraten drohte.
Ab 1974 lag die Leitung bei dem deutsch-italienischen Ehepaar Giuseppe und Ursula Grattapaglia. Sie machten das Projekt international bekannt und konnten in verschiedenen Ländern dauerhafte Unterstützung erreichen.
Im Lauf der Jahre absolvierten mehr als 400 Kinder die Schule. Einige haben ein Studium abgeschlossen. Etwa 20 unterrichten nach dem Lehrerexamen in benachbarten Dörfern. Die jetzt in Bona Espero tätigen Lehrerinnen sind beide selbst in Bona Espero zur Schule gegangen.
Inzwischen leben keine Waisen mehr in Bona Espero, sondern Sozialwaisen und Kinder, die in ihren eigenen Familien zu Opfern körperlicher, oft auch sexueller Gewalt und den Familien durch Gerichtsbeschluss entzogen wurden.

## Prinzipien
- Vertrauen, Gewaltverzicht: Die Erziehung soll die Persönlichkeit der Kinder stärken und ihnen erneut Vertrauen geben. Verzicht auf Gewalt prägt das Zusammenleben – auch die Kinder werden angehalten, Konflikte untereinander gewaltlos auszutragen.

- Familie, Hilfe, Eigenverantwortung: Die Kinder leben in kleinen Gruppen zusammen mit einem oder zwei erwachsenen Mitarbeitern in einem Haus, quasi wie eine Familie. Die meist vegetarischen Mahlzeiten nehmen alle gemeinsam im großen Essraum ein. Die Kinder helfen in der Küche und beim Abwasch mit. Sie sind für die eigene Kleidung verantwortlich, die sie auch selbst waschen.

- Ökologie: Ökologisches Verhalten und sparsames Wirtschaften wird vorgelebt. Soweit es geht, werden selbstgezogene (biologische) Lebensmittel verwendet.

- Obwohl das Lernen einer Fremdsprache nicht auf dem Lehrplan steht, ergibt es sich dadurch, dass viele Volontäre aus andern Ländern kommen und für die interne Kommunikation Esperanto einsetzen.

## Finanzierung
Der brasilianische Staat zahlt die Gehälter der beiden Lehrerinnen sowie für jedes eingewiesene Kind einen Tagessatz: 2008 waren es monatlich 250 Real. Seit das Dorf an das Strom- und Telefonnetz angeschlossen ist, werden auch die Strom- und Telefonkosten vom brasilianischen Staat übernommen. Der Großteil der Kosten muss durch Spenden getragen werden. Es entlastet das Budget, dass der Verein einen Teil der Lebensmittel (Gemüse und Obst) selbst produzieren kann.

## Gebäude

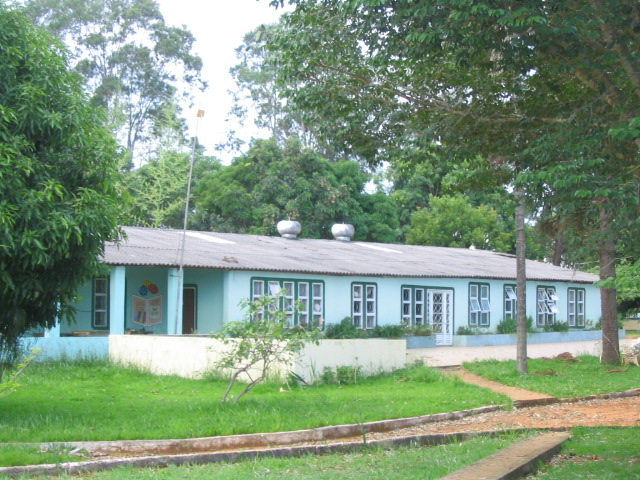
Das älteste Gebäude in Bona Espero

Als die Gründer ankamen, fanden sie ein Haus vor. Dort hatte ein Geograf gelebt, der die Region Goias zu vermessen hatte. Das sehr renovierungsbedürftige Haus wurde zu Wohnhaus, Schule, Speisesaal und Küche. Später wurden weitere Gebäude gebaut; als erstes das „pionira domo“ am Bach Mulungu. 1989 entstand außerdem eine Werkstatt, um die Kinder auch in praktischen Fähigkeiten auszubilden. Außerdem halten sie dort Werkzeuge, Maschinen und Fahrzeuge in Stand.
Ein Stausee wurde angelegt, der das ganze Dorf mit Trinkwasser versorgt. Ein selbst konstruierter hydraulischer Widder pumpt Wasser vom Stausee etwa 50 Meter höher zu den Gebäuden und zur Versorgung der Gärten.
Seit 2008 gibt es eine zweite Widderpumpe. Das zusätzliche Wasser dient unter anderem zur Bewässerung der neu gepflanzten Bäume.

## Internationale Unterstützung
Durch die Kontakte zur Esperanto-Bewegung hat Bona Espero einerseits finanziellen Rückhalt, andererseits ständig internationale Kontakte und viele Besucher aus verschiedensten Ländern. Größere Spenden wurden in Japan, Deutschland, Frankreich, Brasilien und China gesammelt, mit denen 2005 ein neues Schulgebäude und der Speisesaal entstehen konnten.
Unverzichtbar ist die Hilfe von Ehrenamtlichen (bisher aus Deutschland, Frankreich, Argentinien, Uruguay, der Slowakei, Russland, Polen, Italien), die für einige Monate oder auch ein ganzes Jahr kommen und die alle anfallenden Arbeiten übernehmen – je nach Talent mehr im handwerklichen oder im pädagogischen Bereich. Obwohl die meisten von ihnen anfangs kein oder nur wenig Portugiesisch sprechen, ist die Verständigung kein Problem: mit den Erwachsenen sprechen sie Esperanto, und die Kinder lernen es nebenbei.